# Pull&Bear

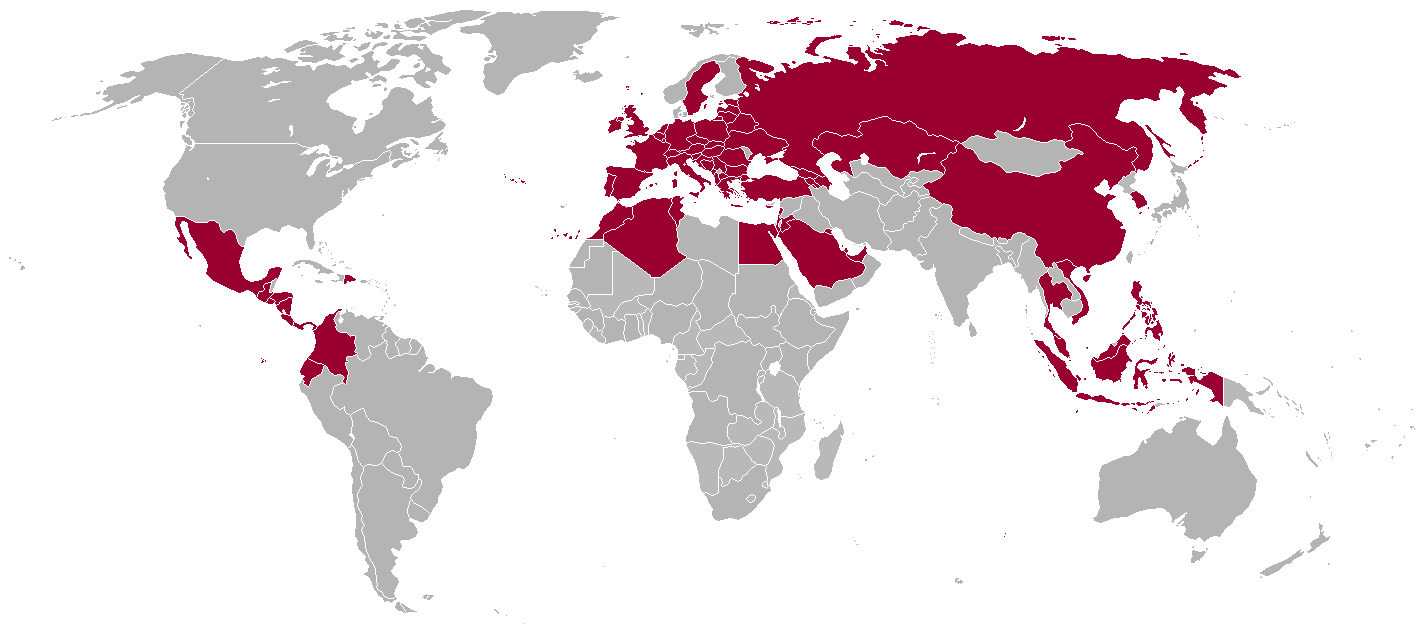
Tiendas de Pull&Bear en todo el mundo.

Pull&Bear (también conocida como Pull and Bear) es una cadena de moda joven que está englobada en el grupo Inditex. Sus oficinas centrales se encuentran en Narón (La Coruña) España. Pull&Bear está presente en 74 mercados con una red de más de 970 tiendas.

## Historia
La cadena nace en 1991 debido a la diversificación de objetivo comercial de Inditex, que en esos momentos solo contaba con las tiendas Zara. Empezó siendo una marca solo para el público masculino, pero al cabo de unos años de su creación introdujo una colección para chicas en 1998 que ha igualado en ventas a la línea masculina.

## Tiendas

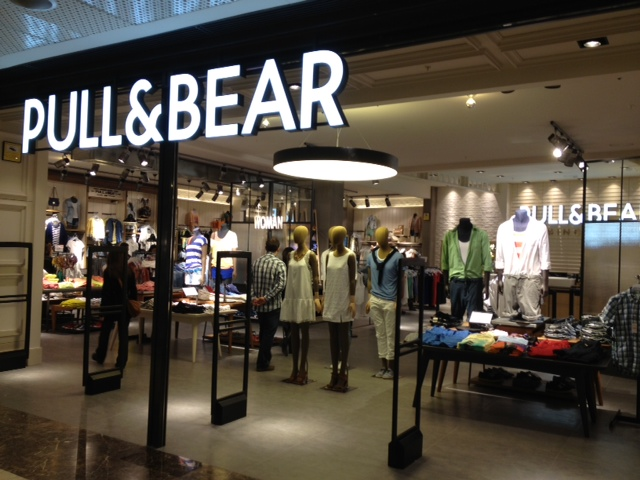
Exterior tienda pull and bear, INDITEX

Pull&Bear cuenta con 970 tiendas en estos países: Albania, Alemania, Andorra, Arabia Saudí, Argelia, Armenia, Austria, Azerbaiyán, Baréin, Bosnia-Herzegovina, Bulgaria, Bélgica, Catar, China, Chipre, Colombia, Corea, Costa Rica, Croacia, Ecuador, Egipto, El Salvador, Emiratos Árabes Unidos, Eslovaquia, Eslovenia, España, Estonia, Filipinas, Francia, Georgia, Grecia, Guatemala, Honduras, Hong Kong SAR, Hungría, Indonesia, Irlanda, Israel, Italia, Jordania, Kazajistán, Kuwait, Letonia, Lituania, Luxemburgo, Líbano, Macao SAR, Macedonia, Malasia, Malta, Marruecos, Montenegro, México, Nicaragua, Panamá, Países Bajos, Polonia, Portugal, Reino Unido, República Checa, República Dominicana, Rumanía, Serbia, Singapur, Suecia, Suiza, Tailandia, Taiwán, Turquía, Túnez, Ucrania y Vietnam.
Pull&Bear cuenta con 12.501 empleados.